# Ваклино
Ваклино е село в Североизточна България. То се намира в община Шабла, област Добрич.

## География
Ваклино е малко село, разположено на древния път Via Pontica. То е предпоследното българско село, пътувайки към Румъния, на 5 км преди Дуранкулак. Разположено е на 570 км от София, на 95 км от Варна, на 88 км от Добрич, на 13 км от Шабла.

## История
До 1942 година името на селото е Караманлии.

## Население
Преброяване на населението през 2011 г.
Численост и дял на етническите групи според преброяването на населението през 2011 г.:
|                     | Численост | Дял (в %) |
| Общо                | 166       | 100,00    |
| Българи             | 147       | 88,02     |
| Турци               | 5         | 2,99      |
| Цигани              | 10        | 0,00      |
| Други               | 0         | 0,00      |
| Не се самоопределят | 3         | 1,79      |
| Неотговорили        | 1         | 0,59      |

## Културни и природни забележителности
През Ваклино минава дере, което в миналото представлява естественото корито на Дуранкулашкото езеро. Дерето към езерото е гъсто обрасло с орехови и други гори, които са идеално място за живот на различен по вид дивеч: сърни, диви свине, чакали, лисици.
Това, което го прави по-различно от останалите села, които не са разположени непосредствено на бреговата ивица, е благоприятното му местоположение до морето и до Дуранкулашкото езеро или „гьолът“, както се нарича от жителите на околните села. Разстоянието до езерото е 5 км по черен добруджански път. По същия път ще трябва да изминете 13 км, за да стигнете „Гарда“. Това е старо съоръжение, строено през 50-60-те години на място, отделяло морето от езерото. Излизайки на морския бряг на това място, ще се насладите на приказен плаж с дължина 10 км.
На север от „Гарда“ е къмпинг Космос, а на юг е плажът на къмпинг Карвуна. Разстоянието между двата къмпинга е равно по около 5 км в двете посоки. Излизайки на това място можеше да се наблюдава корпусът на заседналия в плитчините през 1965 г. италиански кораб „Аячо примо“. Днес корабът е почти потънал, но години наред неговата снага, извисявайки се над водата, беше визитна картичка на всички любителски снимки, правени по тези места.